# Rio Bravo-forliget
Rio Bravo-forliget var en politisk aftale indgået af den borgerlige Firkløverregering natten mellem den 23. og 24. oktober 1983 med Det Radikale Venstre og Fremskridtspartiet for at sikre vedtagelsen af finansloven for 1984. Forliget fik sit navn, fordi forhandlingerne blev afsluttet på restauranten Rio Bravo nær Christiansborg, hvor statsminister Poul Schlüter sikrede Fremskridtspartiets støtte via en aftale med partiets hovedforhandler Helge Dohrmann, der blev kontaktet under sin aftensmad dér.
Forliget fik kun kortvarig betydning. Ved tredjebehandlingen i Folketinget valgte Fremskridtspartiet at trække sin støtte, hvilket betød, at finansloven ikke kunne vedtages. Dette førte til udskrivelse af folketingsvalg i begyndelsen af 1984, hvor Firkløverregeringen dog blev genvalgt.
Aftalen er siden blevet husket som et eksempel på, at væsentlige politiske beslutninger kan træffes uden for Christiansborg – i dette tilfælde på en restaurant. Desuden markerede Rio Bravo-forliget introduktionen af børnechecken (børne- og ungeydelse), som afløste det hidtidige skattefradrag for hjemmeboende børn.